# Норка

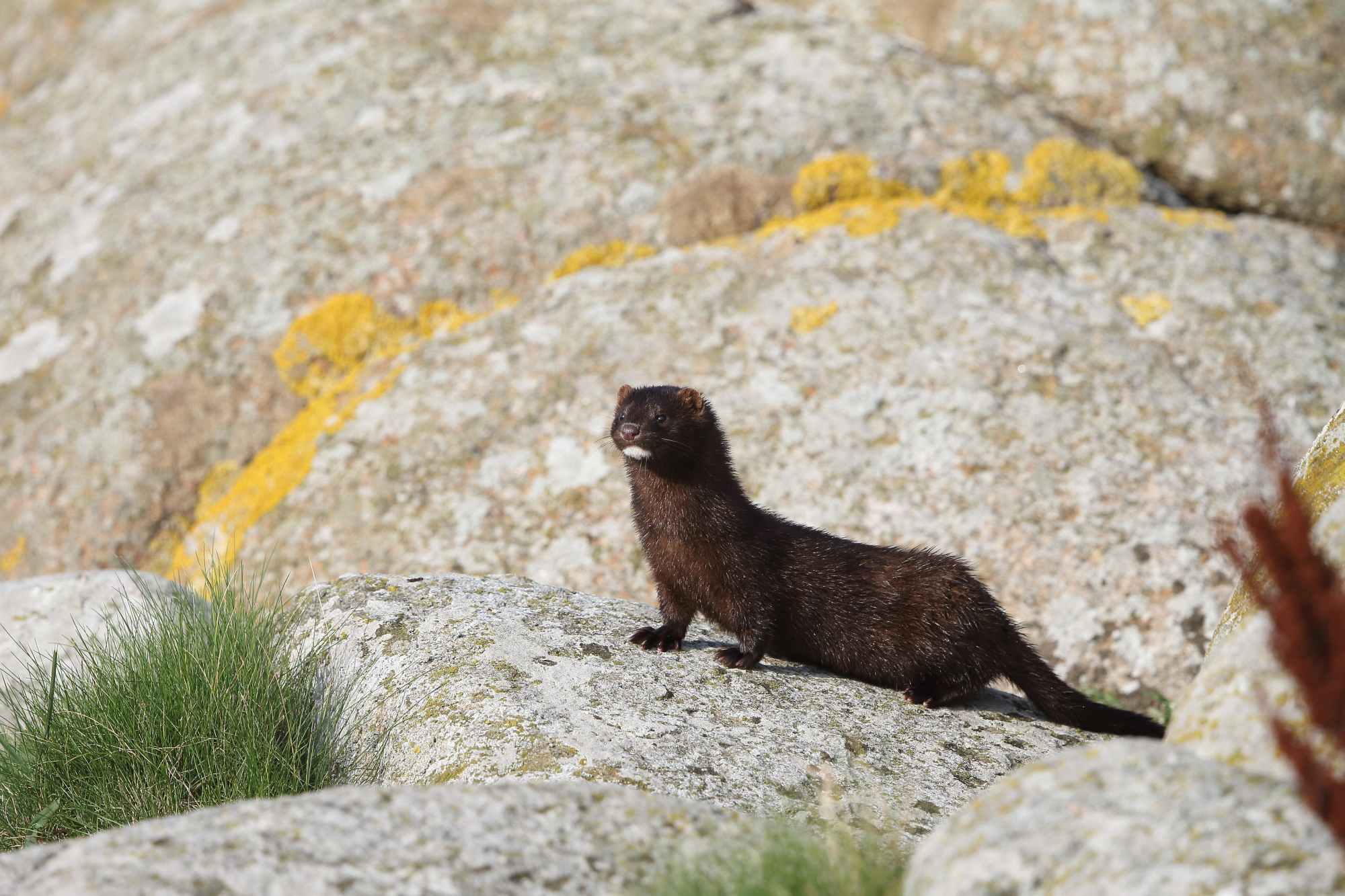
Норка

Но́рка (Lutreola) — підрід (інколи як рід) дрібних хижих ссавців роду Mustela родини Mustelidae.

## Етимологія
Слово норка, очевидно, має слов'янське походження: від прасл. *norъka, утвореного від *nora («нора»), *nьrěti («ниряти»); назва пов'язана з тим, що звірки ведуть напівводний спосіб життя, селяться в норах, дуплах. Менш ймовірна версія (М. Фасмера й О. М. Трубачова) про запозичення з прибалтійсько-фінських мов: пор. діал. фін. nirkka, nirkko, nirkku, nirkki («ласиця»), ест. nirk («горностай», «ласиця»).

## Надвидова таксономія
Типовим видом підроду Lutreola є вид Mustela lutreola, відомий як норка (після інтродукції в Європі морфологічно подібної «норки американської» — як «норка європейська»).

## Видовий склад
За зведенням «Види ссавців світу» (2005), у складі підроду Lutreola роду Mustela визнають наступні 6 видів (в дужках — назви підвидів):
- підрід Lutreola — норка
  - мустела (норка) європейська — Mustela lutreola (lutreola, biedermanni, binominata, cylipena, novikovi, transsylvanica, turovi)
  - мустела (норка) ітатсі — Mustela itatsi
  - мустела (норка) сибірська, колонок — Mustela sibirica (sibirica, canigula, charbinensis, coreanus, davidiana, fontanierii, hodgsoni, manchurica, moupinensis, quelpartis, subhemachalana)
  - мустела (норка) яванська — Mustela lutreolina
  - мустела (норка) малайська — Mustela nudipes (nudipes, leucocephalus)
  - мустела (норка) білосмуга — Mustela strigidorsa

## «Норка американська»
у 1940—1960 рр. в Європі (зокрема й в Україні) з'явилась мода на «норкові шуби», у зв'язку з чим значного поширення набула галузь звірівництва, спеціалізована на розведенні одного з американських видів тхорів, відомого як візон річковий (Neovison vison). Власне, цього візона видавали за норку, уточнюючи, що це «норка, але американська» (що часом додавало цінності). Відповідно, аборигенну норку з бл. 1965—1970 року стали називати «норкою європейською».
«Норка американська» є дещо більшим видом мустелід, притому доволі мінливим, завдяки чому селекціонерами було створено чимало різних варіантів забарвлення.

## Норка вільна
За рахунок втеч з культури (вимірювалися десятками тисяч на рік) у багатьох місцях сформувалися стійкі природні популяції «норки американської» (візона), що підживлювалися новими втечами з приватних господарств. У зв'язку з поширенням цього американського виду «норок» у практиці ведення мисливських господарств набула поширення назва «норка вільна». Цією назвою позначали всіх облікованих в мисливських угіддях «норок», фактично всіх дрібних темночеревих Mustela (sensu lato), хоча переважно назва стосувалася візона і значно меншою мірою власне норки, тобто норки європейської (Mustela lutreola).

## Гібриди
Найпоширенішою причиною зникнення аборигенної норки (норки європейської) вважають появу «американської норки» — візона. Загальновизнано, що між ними виникають гібриди, при тому стерильні, але через більшу чисельність візона це негативно впливає на відтворення (згасання) популяцій саме аборигенного виду. Попри це, як виявляється, гібриди, які виникають у природі в місцях співіснування обох видів, не є гібридами між ними. Дослідження показали, що такі гібриди є результатом схрещування норки європейської і тхора лісового

## Хутро
Однією з головних особливостей матеріалу вважається його висока зносостійкість. Ворс не випадають і не стирається навіть при тривалому і інтенсивному носінні (до 20 років).